# Hertig av York

Heraldiskt vapen för den nuvarande hertigen av York, prins Andrew.

Pärsvärdigheten hertig av York ges vanligen till den brittiska monarkens näst äldste son, om inte titeln innehas av en tidigare monarks son, som fortfarande lever. 
Den nuvarande hertigen av York, sedan 1986, är Prins Andrew, yngre bror till kung Charles III.

## Historia
York var under medeltiden den viktigaste staden i norra England och Yorkshire var Englands största shire. Titeln skapades först åt Edmund av Langley, Edvard III av England:s fjärde överlevande son. Edmunds titel kom att ärvas av hans son Edvard, sedan av dennes brorson, Rikard, som efterträddes av sin son Edvard. I samband med att Edvard tillträdde Englands tron som Edvard IV av England återgick titeln till kronan.
Sedan dess har den skapats ytterligare 10 gånger, men varje gång dött ut när de ende bäraren avlidit utan manliga arvingar (sammanlagt 4 tillfällen) eller återgått till kronan när bäraren blivit kung (sammanlagt 5 tillfällen). Då den nuvarande bäraren enbart har döttrar är det troligt att den återigen dör ut i samband med hertigens död. 
När den holländska kolonin Nya Amsterdam kom under engelskt styre 1664 beslutades att ändra stadens namn till New York efter den dåvarande hertigen av York, den blivande Jakob II. De tre nästkommande hertigarna efter Jakob inrättades alla som hertig av York och Albany, och i sammanhanget kan det vara värt att nämna att det inte är Albany, New York som åsyftas, utan ett område i norra Skottland. Sedan 1892 har dock titeln återgått till att gälla enbart hertigdömet Yorkshire.

## Nuvarande och framtida hertigar av York
Drottning Elizabeth II utnämnde prins Andrew till hertig av York, earl av Inverness och baron Killyleagh i juli 1986, i samband med hans vigsel med Sarah Ferguson. Sedan parets skilsmässa i maj 1996 har Ferguson förlorat rätten att kallas hennes kungliga höghet, men behåller titeln hertiginna av York. Paret har två barn, men båda är döttrar.
Eftersom det inte finns något särskilt tillägg (engelska: special remainder) för kvinnlig arvsrätt till pärskapet, så är det troligt att titeln återigen kommer att återgå till kronan vid den nuvarande innehavarens frånfälle.

## Hertiglängd
Hertig av York, för första gången inrättad 1384
- Edmund av Langley, 1:e hertig av York (1341-1402)
- Edvard, 2:e hertig av York (ca. 1373-1415)
- Rikard, 3:e hertig av York (1411-1460) (ärvde inte titeln förrän efter hans högförräderidömde fars restauration år 1425)
- Edward Plantagenet, 4:e hertig av York (1442-1483) (blev kung Edvard IV 1461, varvid titeln uppgick i kronan)

Hertig av York, för andra gången inrättad (1474)
- Rikard av Shrewsbury, hertig av York (1473-1483) (avled utan avkomma, varvid titeln dog ut)

Hertig av York, för tredje gången inrättad (1494)
- Henry Tudor, hertig av York (1491-1547) (blev kung Henrik VIII 1509, varvid titeln uppgick i kronan)

Hertig av York, för fjärde gången inrättad (1605)
- Karl, hertig av York (1600-1649) (blev kung Karl I 1625, varvid titeln uppgick i kronan)

Hertig av York, för femte gången inrättad (1644)
- Jakob, hertig av York (1633-1701) (blev kung Jakob II 1685, varvid titeln uppgick i kronan)

Hertig av York och Albany, för första gången inrättad (1716)
- Prins Ernst August, hertig av York och Albany (1674-1728) (avled utan avkomma, varvid titeln dog ut)

Hertig av York och Albany, för andra gången inrättad (1760)
- Prins Edvard August, hertig av York och Albany (1739-1767) (avled utan avkomma, varvid titeln dog ut)

Hertig av York och Albany, för tredje gången inrättad (1784)
- Prins Fredrik, hertig av York och Albany (1763-1827) (avled utan avkomma, varvid titeln dog ut)

Hertig av York, för sjätte gången inrättad (1892)
- Prins George, hertig av York (1865-1936), utsedd 24 maj 1892.[4] Efter faderns trontillträde 1901 blev han även prins av Wales och hertig av Cornwall. Sedermera kung Georg V 1910, varvid titeln uppgick i kronan)

Hertig av York, för sjunde gången inrättad (1920)
- Prins Albert, hertig av York (1895-1952), utsedd 3 juni 1920.[5] Han blev kung George VI 1936, varvid titeln uppgick i kronan.

Hertig av York, för åttonde gången inrättad (1986)
- Prins Andrew, hertig av York f. (1960), utsedd 23 juli 1986.[2]